# 22-й меридіан західної довготи
22-й меридіан західної довготи — лінія довготи, що лежить на 22 градуси західніше Гринвіцького меридіана. Вона проходить від Північного полюса через Північний Льодовитий океан, Гренландію, Ісландію, Атлантичний океан, Південний океан та Антарктиду до Південного полюса.
22-й меридіан західної довготи формує велике коло разом із 158-мим меридіаном східної довготи.

## Список географічних об'єктів, що перетинає 22° зх. д.
Починаючи на Північному полюсі та рухаючись до Південного полюса, 22-й меридіан західної довготи проходить через:
| Координати                                                 | Країна, територія або море | Примітки                                                                     |
| ---------------------------------------------------------- | -------------------------- | ---------------------------------------------------------------------------- |
| 90°0′ пн. ш. 22°0′ зх. д. / 90.000° пн. ш. 22.000° зх. д.  | Північний Льодовитий океан |                                                                              |
| 82°42′ пн. ш. 22°0′ зх. д. / 82.700° пн. ш. 22.000° зх. д. | Гренландія                 | Проходить через Землю Пірі                                                   |
| 82°28′ пн. ш. 22°0′ зх. д. / 82.467° пн. ш. 22.000° зх. д. | Фьорд Індепенденс          |                                                                              |
| 81°14′ пн. ш. 22°0′ зх. д. / 81.233° пн. ш. 22.000° зх. д. | Гренландія                 | Проходить через фьорд Данмарк[en] та затоку Гаеля Хамке[en]                  |
| 73°19′ пн. ш. 22°0′ зх. д. / 73.317° пн. ш. 22.000° зх. д. | Затока Фостер[en]          |                                                                              |
| 72°56′ пн. ш. 22°0′ зх. д. / 72.933° пн. ш. 22.000° зх. д. | Гренландія                 | Проходить через острови Географічного товариства і Трейл                     |
| 72°24′ пн. ш. 22°0′ зх. д. / 72.400° пн. ш. 22.000° зх. д. | Атлантичний океан          | Гренландське море                                                            |
| 71°44′ пн. ш. 22°0′ зх. д. / 71.733° пн. ш. 22.000° зх. д. | Гренландія                 | Проходить через Землю Джеймсона[en]                                          |
| 70°29′ пн. ш. 22°0′ зх. д. / 70.483° пн. ш. 22.000° зх. д. | Атлантичний океан          | Гренландське море                                                            |
| 66°16′ пн. ш. 22°0′ зх. д. / 66.267° пн. ш. 22.000° зх. д. | Ісландія                   | Проходить через півострів Вестфірдір                                         |
| 65°31′ пн. ш. 22°0′ зх. д. / 65.517° пн. ш. 22.000° зх. д. | Брейда-фіорд               |                                                                              |
| 65°23′ пн. ш. 22°0′ зх. д. / 65.383° пн. ш. 22.000° зх. д. | Ісландія                   |                                                                              |
| 65°6′ пн. ш. 22°0′ зх. д. / 65.100° пн. ш. 22.000° зх. д.  | Брейда-фіорд               |                                                                              |
| 65°1′ пн. ш. 22°0′ зх. д. / 65.017° пн. ш. 22.000° зх. д.  | Ісландія                   |                                                                              |
| 64°18′ пн. ш. 22°0′ зх. д. / 64.300° пн. ш. 22.000° зх. д. | Затока Фахсафлоуі          |                                                                              |
| 64°9′ пн. ш. 22°0′ зх. д. / 64.150° пн. ш. 22.000° зх. д.  | Ісландія                   | Проходить західніше Рейк'явіка                                               |
| 63°50′ пн. ш. 22°0′ зх. д. / 63.833° пн. ш. 22.000° зх. д. | Атлантичний океан          |                                                                              |
| 60°0′ пд. ш. 22°0′ зх. д. / 60.000° пд. ш. 22.000° зх. д.  | Південний океан            |                                                                              |
| 74°9′ пд. ш. 22°0′ зх. д. / 74.150° пд. ш. 22.000° зх. д.  | Антарктида                 | Проходить через Британську Антарктичну Територію (претендує Велика Британія) |